# 바람의 나라 (온라인 게임)
《바람의나라》는 기원 후 18년에서 23년 사이 동아시아를 배경으로 한 김진의 만화 《바람의나라》를 소재로 하여 넥슨이 제작한, 현재 서비스 중인 그래픽 도입 MMORPG 중에선 가장 오래된 게임이다.
바람의나라는 고구려 2대 왕인 유리왕의 아들 대무신왕 무휼의 정벌담에, 차비 연, 아들 호동 왕자와 낙랑 공주의 사랑 이야기가 중첩되는 만화가 김진의 역사 서사극 바람의나라를 원작으로 하는 전쟁 이야기를 배경으로 그렸다.
1994년 12월 기획되어 1995년 12월 25일 베타테스트를 실시하였으며, 1996년 4월 5일 정식 서비스를 시작하였다. 바람의나라는 대한민국 내 온라인 게임 중 처음으로 대한민국 외의 국가에서도 서비스를 시작했다. 2013년 7월 10일에 넥슨컴퓨터박물관 IT보존연구실장이 소스코드를 복원하는 기술적인 측면뿐만 아니라 오리지널 버전의 감성과 철학도 함께 복원하는 것이라며 이전에 참여한 바람의나라 제작진과 함께 초기버전을 복원한다고 발표하였고, 2014년 5월 복원이 완료되었다.

## 서비스 연혁[2]
- 1994년 12월 바람의나라 기획
- 1995년 12월 25일 바람의나라 베타서비스 실시
- 1996년 4월 5일 바람의나라 정식 서비스 실시
- 1996년 11월 아이네트 인터넷 플랫폼 아이월드에서 무료 서비스 개시
- 1997년 10월 영문판 바람의나라 전 세계 영어권 사용자 대상으로 서비스 개시
- 1998년 2월 문화체육부-전자신문사 주관 이달의 우수게임 선정
- 1999년 1월 바람의나라 미국(Nexus TK), 호주 글로벌 유력 게임 전문 차트 인터넷 월드차트 15위[3]
- 1999년 5월 바람의나라 미국 (Nexus TK),현지 상용화
- 1999년 7월 99년 상반기 천리안 콘텐츠 대상(최우수 엔터테이먼트 부분)
- 1999년 7월 바람의나라 프랑스 (Le Royaume des Vents) 현지 상용화
- 2000년 9월 바람의나라 일본 (風の王國) 현지 상용화
- 2001년 3월 바람의나라 인도네시아 (Nexia) 발표
- 2002년 3월 바람의나라 인도네시아 (Nexia) 현지 상용화
- 2003년 6월 바람의나라 프랑스 (Le Royaume des Vents) 서비스 종료
- 2004년 5월 인도네시아어판 바람의나라(Nexia) 서비스 종료
- 2005년 2월 일어판 바람의나라(風の王國) 서비스 종료
- 2005년 8월 부분유료화 선언, 동시접속자 13만명 기록
- 2006년 4월 바람의나라 10주년
- 2008년 12월 바람의나라 소설책 출간
- 2010년 9월 '세계 최초의 상용화 그래픽 MMORPG' 기네스북 등재
- 2011년 7월 누적 회원 수 1,800만명 보유
- 2013년 7월 넥슨컴퓨터박물관, 바람의나라 초기버전 복원발표
- 2014년 5월 바람의나라 초기버전 복구 완료, 서비스 시작

## 참조
1. ↑  넥슨 '바람의 나라' 기네스북 등재
2. ↑  서비스 연혁[깨진 링크(과거 내용 찾기)]
3. ↑  대한민국에서 만든 게임 최초로 50위 안에 진입